# Biston nigricans
Biston nigricans là một loài bướm đêm trong họ Geometridae.